# Huanchaco
Huanchaco (de quingnam Guanahaca, « chose forte ou brava ») est une station balnéaire, située à douze kilomètres de la ville de Trujillo, au nord du Pérou. Le nom Guanchaco vient des caractéristiques de sa côte hostile, surtout au débarquement, mais idéale pour le surf, et elle est très connue pour ses embarcations de roseaux, dont le nom est Caballito de totora (« petits chevaux de roseaux »).
Actuellement, Huanchaco est devenue une plage très pittoresque qui attire beaucoup de touristes dans la province de Trujillo. Elle est connu pour être un haut lieu de surf, et a été la deuxième plage péruvienne à être inscrite au registre national des brise-lames, après celle de Chicama.
Depuis 2011, les archéologues y ont aussi découvert des restes datant de l'époque chimú au XVe siècle, qui en font à ce jour le plus grand site de sacrifice rituel d'enfants au monde.

## Tourisme

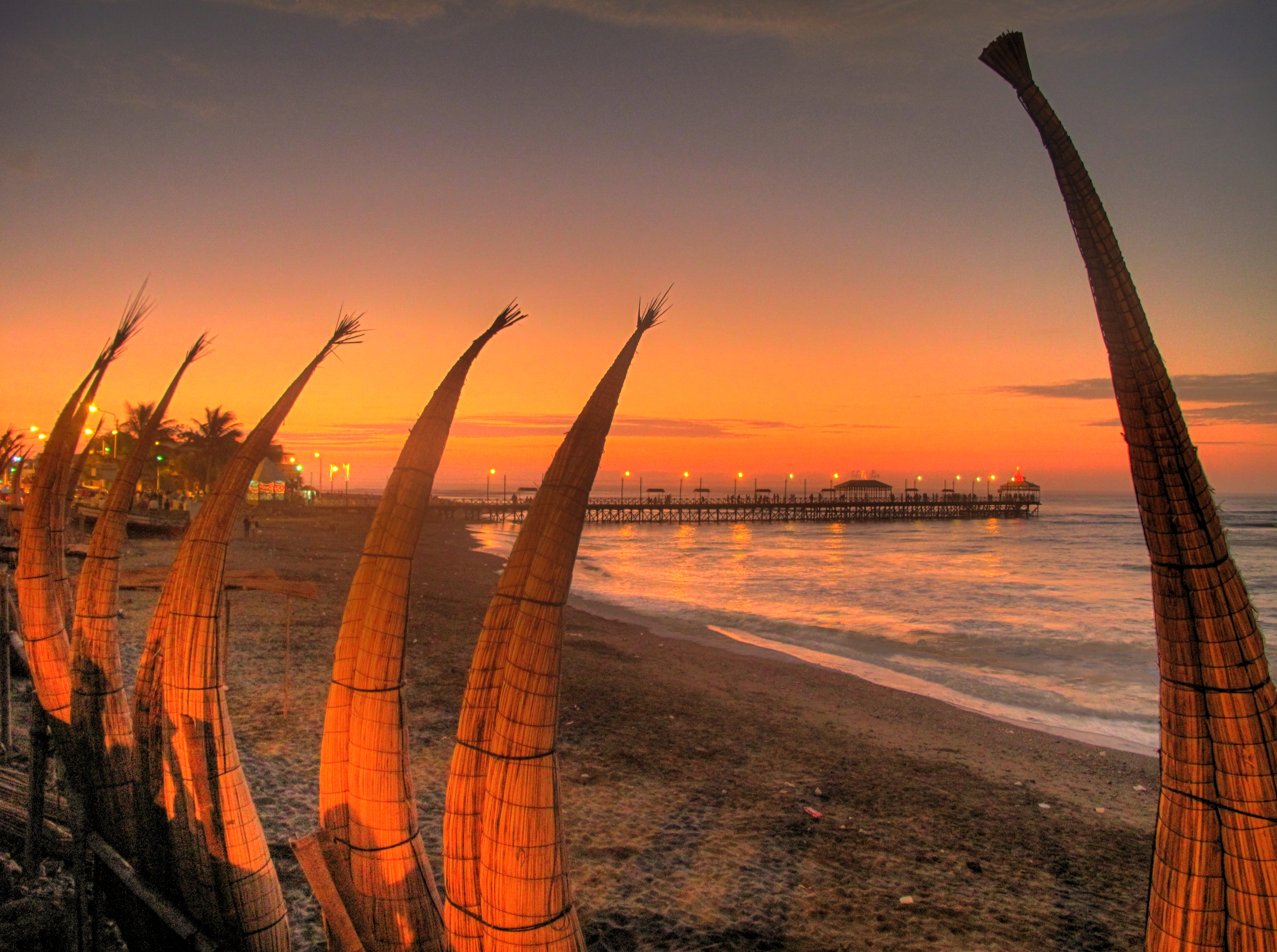
Coucher de soleil à Huanchaco
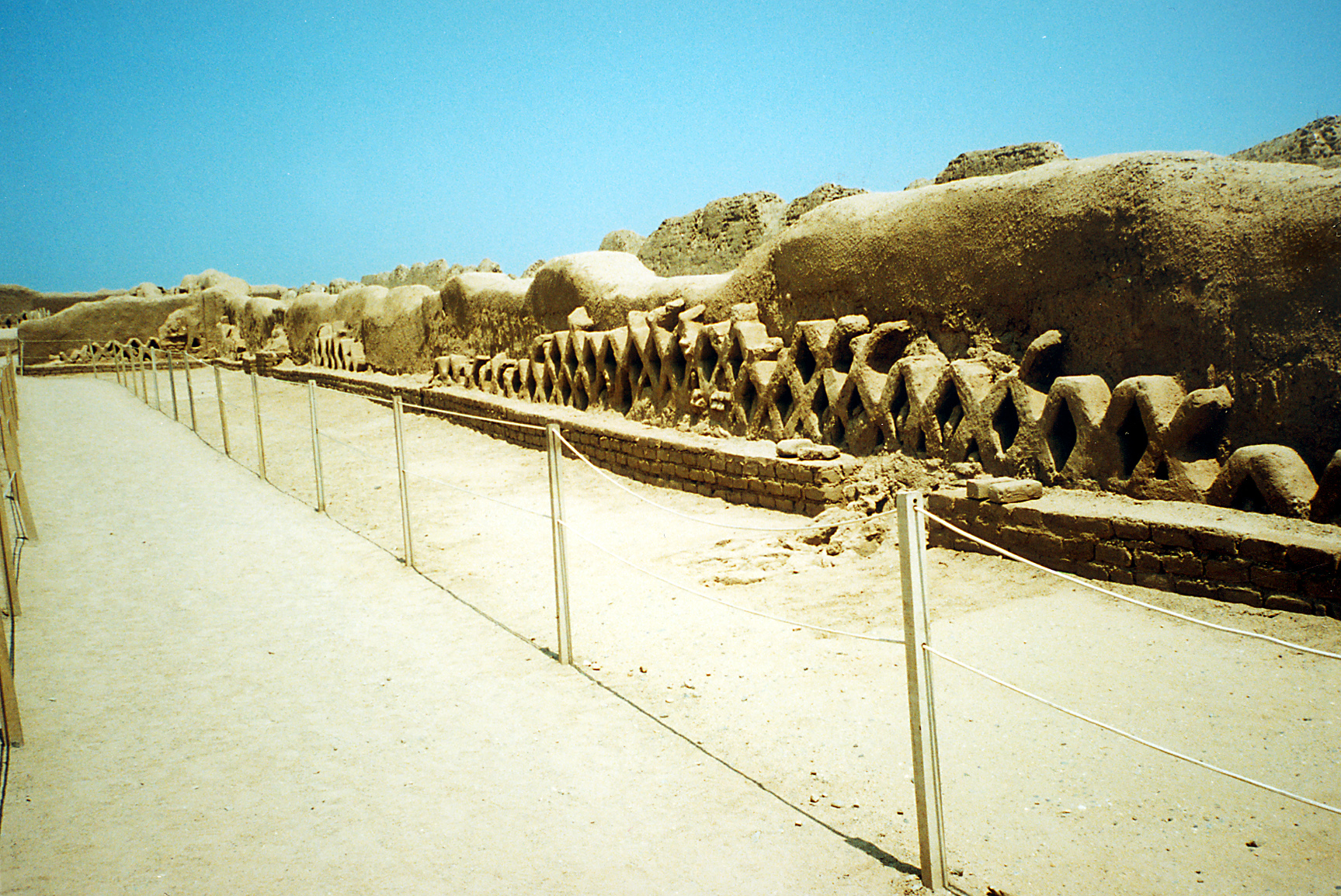
Chan Chan Chimu
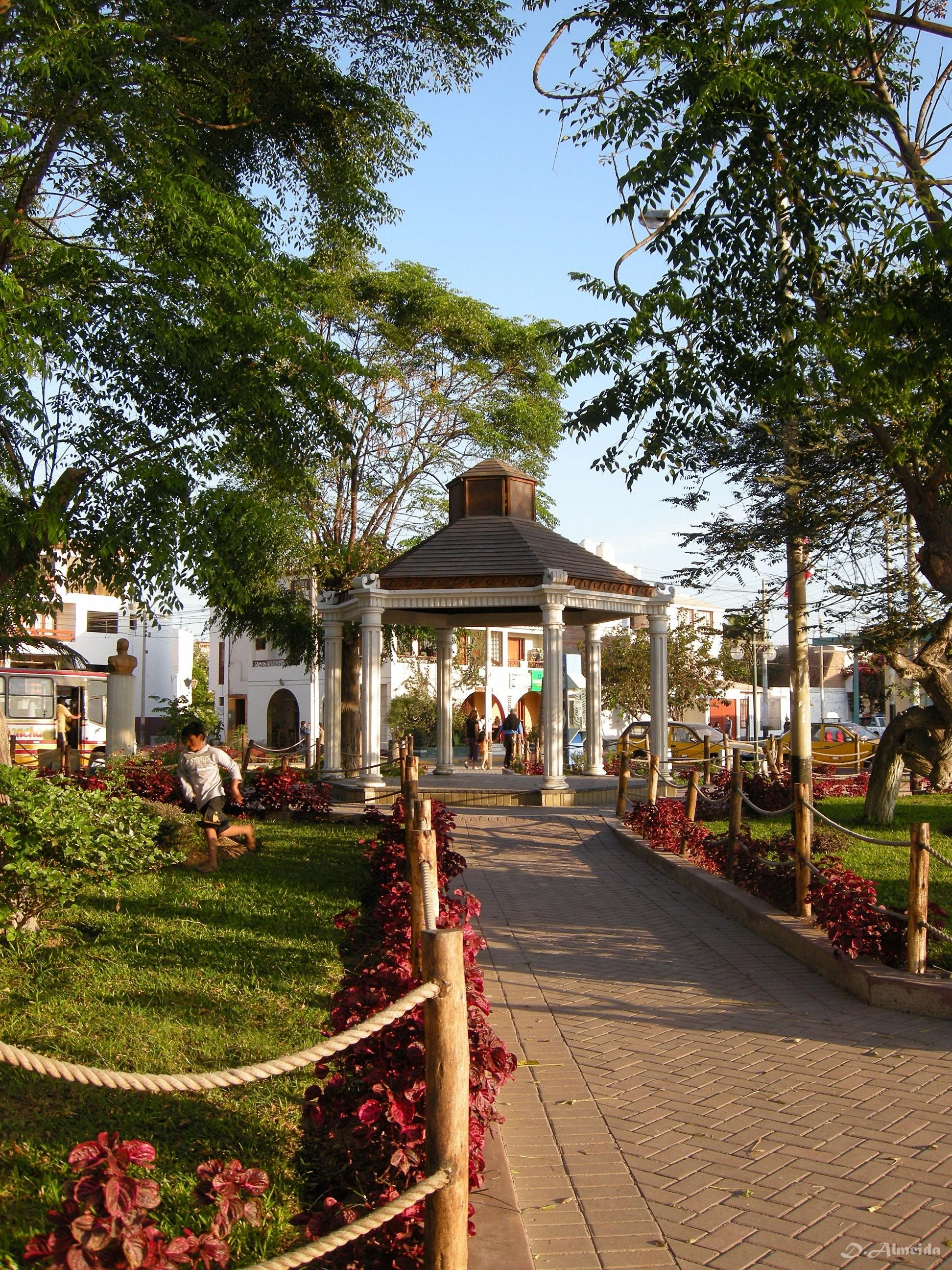
Jardin public à Huanchaco
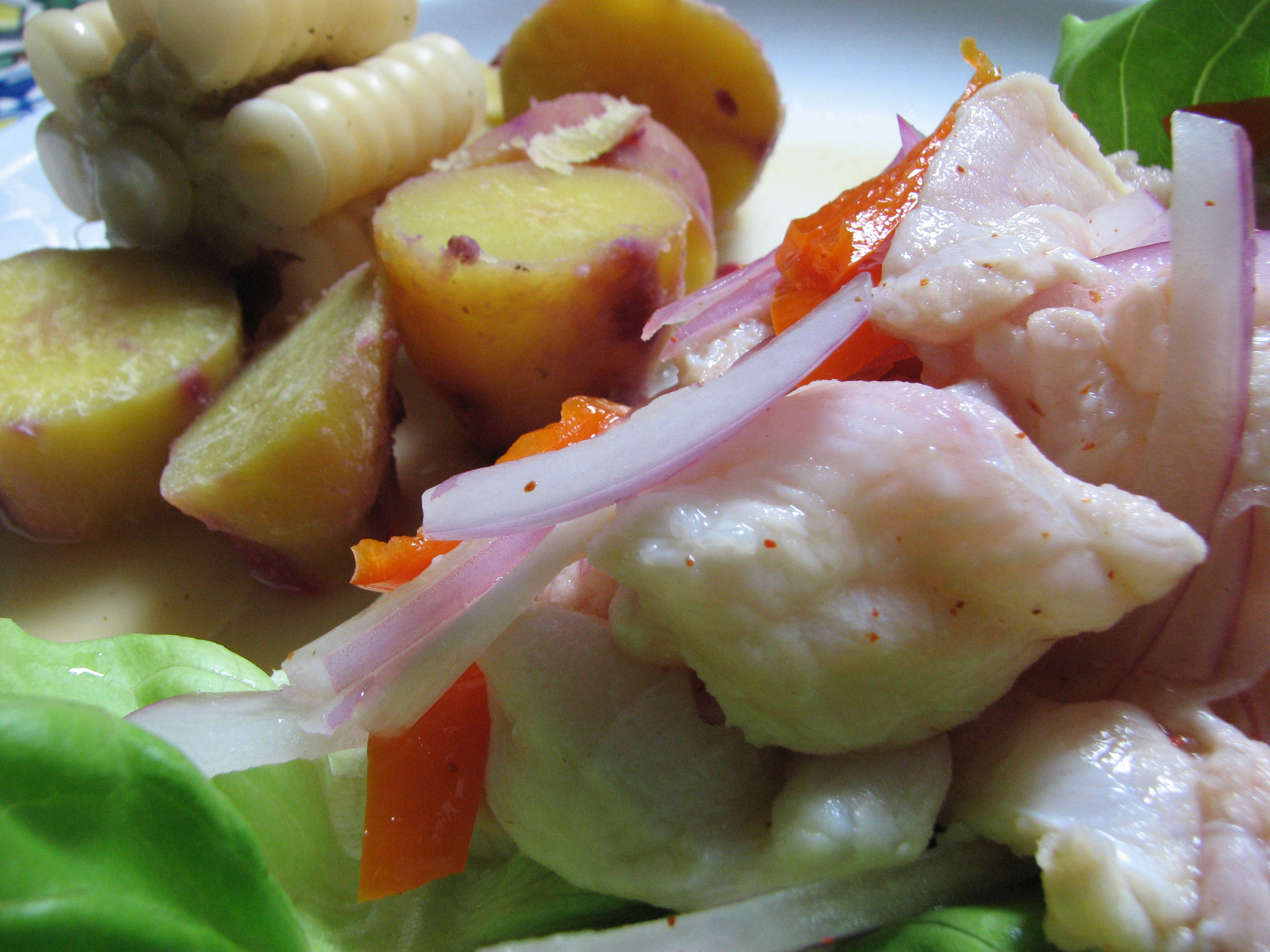
Ceviche
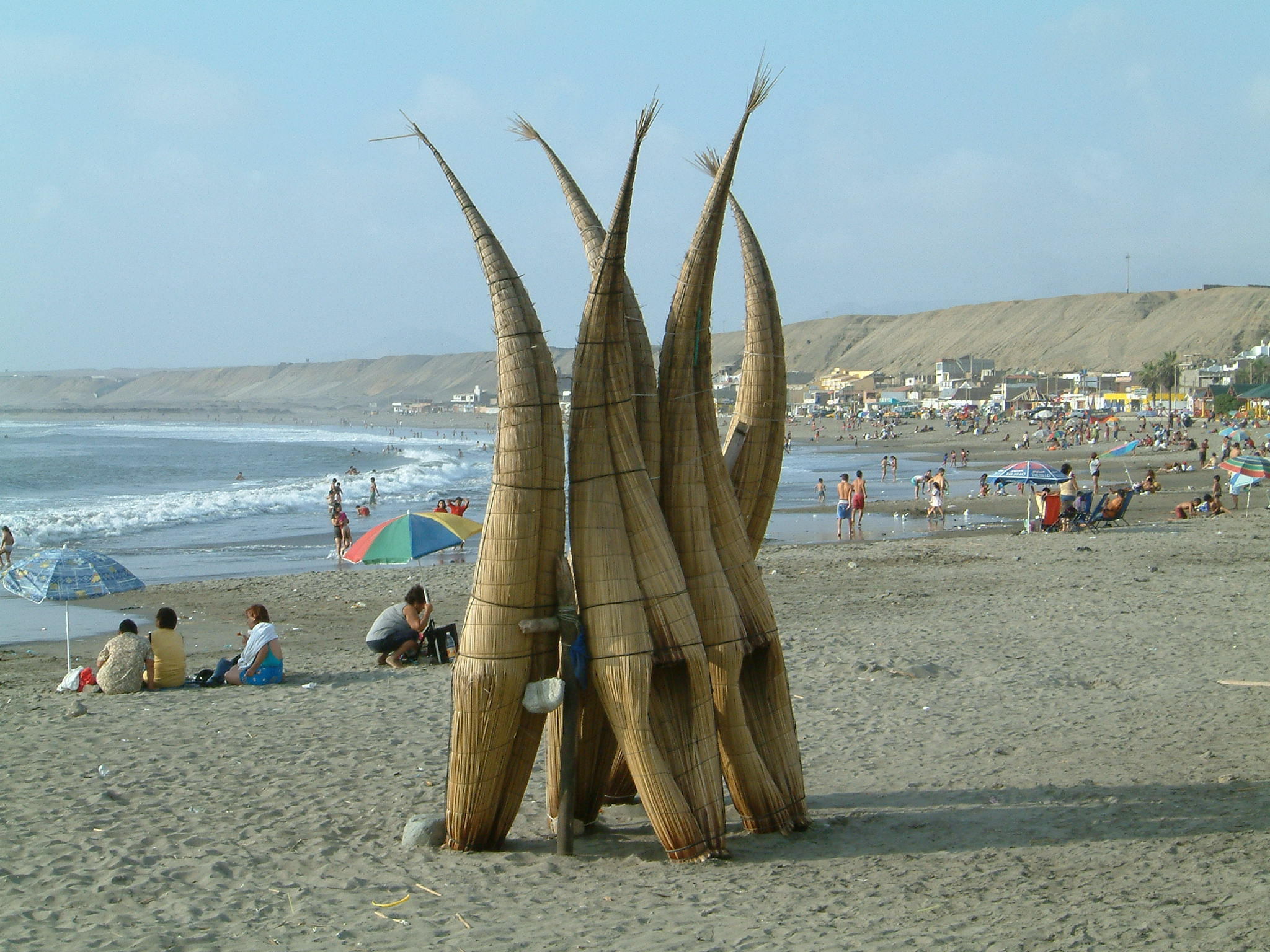
Canots de pêcheurs

## Site archéologique
Le site archéologique de Huanchaquito-Las Llamas a été découvert en 2011 par Gabriel Prieto, archéologue à l'Université nationale de Trujillo, sur une falaise surplombant l'océan pacifique, dans un quartier de pêcheurs.
Plusieurs dizaines de corps d'enfants et de lamas ont été  exhumés au cours des années suivantes, et début 2018 la découverte d'un nouveau groupe de corps a porté le total à 140 cadavres d'enfants, 3 d'adultes et 200 de lamas.
La datation par le carbone 14 a permis d'estimer qu'ils ont vécu entre 1400 et 1450, à l'époque de l'empire chimú, dont la capitale Chan Chan est située à moins d'un kilomètre.
Les cadavres des lamas sont tournés vers les Andes alors que ceux des enfants (entre 4 et 15 ans d'après le développement des squelettes) le sont vers l'océan et ont le crâne encore rougi par  une poudre à base de cinabre, courante dans les civilisations de la côte andine. De plus, les traces de déformation volontaire du crâne chez une partie seulement des individus suggère que les enfants étaient originaires de régions distinctes de l'empire.
Outre la disposition cohérente et l'ornement des cadavres, l'état des squelettes confirme que les défunts ont été sacrifiés rituellement, car la plupart d'entre eux portent des marques d'incision nette au niveau du sternum, à partir d'où le cœur des victimes a été arraché, et parfois remplacé par un tissu brûlé. Ces méthodes rendent le site de Huanchaquito-Las Llamas unique en Amérique du Sud.
Les raisons qui ont conduit à un sacrifice d'une telle ampleur, et particulièrement sur des enfants, sont encore incertaines, mais pourraient être liées aux difficultés climatiques liées à un épisode particulièrement fort d'El Niño.